# وكالة فرانس برس
وكالة فرانس برس أو وكالة الأنباء الفرنسية وتُعرف كذلك باسم أ ف ب نسبة للحروفِ الأولى من اسمِ الوكالة باللّغة الفرنسية هي وكالة أنباء دولية تتخذُ من العاصِمة الفرنسيّة باريس مقرًا لها. تأسَّسَت الوكالة عام 1835 باسم وكالة هافاس لتكون بذلك أقدم وكالة أنباء في العالم.
لدى وكالة فرانس برس مقر إقليمي في نيقوسيا ومونتيفيديو وهونغ كونغ وواشنطن العاصمة ومكاتب إخبارية موزّعة على 151 دولة. تنقلُ الوكالة القصص ومقاطع الفيديو والصور والرسومات باللغات الفرنسية والإنجليزية والعربية والبرتغالية والإسبانية والألمانية.

## التاريخ
تعود أصول وكالة فرانس برس إلى وكالة هافاس التي أسَّسها شارل لويس هافاس – فسمَّاها على اسمه – عام 1835 في باريس وهو ما يجعلها أقدم خدمة إخبارية في العالم. كانت الوكالة رائدة في جمع ونشر الأخبار وقد رسَّخت مكانتها كمصدر عالمي للأنباء بحلول أواخر القرن التاسع عشر. قام اثنان من موظفي هافاس وهما بول جوليوس رويتر وبرنارد وولف بتأسيس وكالات أنباء خاصةٍ بهما في لندن وبرلين على التوالي.
عندما احتلت القوات الألمانية فرنسا خلال الحرب العالمية الثانية، استولت السلطات على وكالة الأنباء وأعادت تسميتها للمكتب الإعلامي الفرنسي (بالفرنسية: Office français d'information) فيما احتفظت شركة الإعلانات الخاصة التي كانت تعملُ مع الوكالة باسم هافاس. بعد تحريرِ العاصمة باريس على يدِ قوات الحلفاء في العشرين من آب/أغسطس 1944، استولت مجموعةٌ من الصحفيين في المقاومة الفرنسية على مكاتب مقر المكتب الإعلامي الفرنسي ناشرةً أول خبرٍ من المدينة المحررة تحت اسم وكالة الأنباء الفرنسية.
تأسَّست وكالة فرانس برس كمؤسسة حكومية، وكرست سنوات ما بعد الحرب لتطوير شبكتها من المراسلين الدوليين. كان للوكالة السبق – بفضلِ أحد صحفييها – في إعلان وفاة الزعيم السوفيتي جوزيف ستالين في السادس من آذار/مارس 1953. لقد كانت وكالة فرانس برس حريصة على التخلص من وضعها شبه الرسمي، وبحلول العاشر من كانون الثاني/يناير 1957 أصدر البرلمان الفرنسي قانونًا يمنحُ المؤسّسة استقلاليتها. انخفضت منذ ذلك التاريخ بشكلٍ مطردٍ نسبة عائدات الوكالة المتأتية من اشتراكات الدوائر الحكومية التي مثَّلت 115 مليون يورو في عام 2011 لوحده.
بدأت الوكالة عام 1982 في إضفاء اللامركزية على قراراتها التحريرية من خلال إنشاء أول مراكزها الإقليمية الخمسة المستقلة في هونغ كونغ. خصَّصت الوكالة لكل منطقة ميزانيتها الخاصة ومديرها الإداري وكذا رئيس تحريرها. أُعلن في أيلول/سبتمبر 2007 عن تأسيسِ مؤسسة فرانس برس بهدفِ الترويج لمعايير أعلى للصحافة في جميع أنحاء العالم. زاد الحديثُ عن الوكالة حينما حدَّدَ أرشيف متروكين ثمانيّة عملاء من لجنة أمن الدولة في الاتحاد السوفييتي (كي جي بي) الذين يعملون داخل وكالة فرانس برس والذين استخدموا من قِبل الاتحاد في العمليات السوفيتية في فرنسا. على جانبٍ آخر، أنشأت وكالة فرانس برس عام 1991 مشروعًا مشتركًا مع إكستيل لإنشاء خدمة الأخبار المالية آي في إكس نيوز (بالإنجليزية: AFX News)، وهي الخدمة التي بيعت عام 2006 لشركة تومسون فايننشل.
أعلنت الحكومة الفرنسية في تشرين الأول/أكتوبر 2008 عن خطواتٍ لتغيير وضع وكالة فرانس برس بما في ذلك إشراك مستثمرين خارجيين، ثمّ أطلقت في السابع والعشرين من تشرين الثاني/نوفمبر من نفس العام عددًا من النقابات العمالية الفرنسيّة بدعمٍ من الكنفدرالية العامة للشغل عريضة عبر الإنترنت يُعارضون فيها قرار الحكومة ويعتبروه محاولة لخصخصة الوكالة. أعلن وزير الثقافة الفرنسي فريديريك ميتران في العاشر من كانون الأول/ديسمبر 2009 أنه شكَّل لجنة من الخبراء تحت إشرافِ الرئيس التنفيذي السابق لوكالة فرانس برس هنري بيغيت لدراسة خططٍ لوضع الوكالة في المستقبل. أعلن بيير لويت في الرابع والعشرين من شباط/فبراير 2010 وبشكلٍ غير متوقعٍ عن نيّته الاستقالة من منصب الرئيس التنفيذي بحلول نهاية آذار/مارس والانتقال إلى لشغلِ منصبٍ في فرانس تيليكوم.
أمرت وكالة فرانس برس في تشرين الثاني/نوفمبر 2013 جيتي إيمجز بدفع تعويضٍ قدره 1.2 مليون دولار للمصور الصحفي المستقل دانيال موريل لاستخدامها صوره المنشورة على تويتر فيما يتعلق بزلزال هايتي عام 2010 دون إذنه في انتهاك لحقوق الطبع والنشر وشروط خدمة تويتر. جديرٌ بالذكر أنَّ الرئيس التنفيذي ورئيس مجلس الإدارة الحالي هو فابريس فرايز فيما مدير الأخبار العالمية هو فيل شيتويند.

## القوانين

### نظام الوكالة
تعمل وكالة فرانس برس بموجب قانون عام 1957 كشركة تجارية مستقلة عن الحكومة الفرنسية. يُدير وكالة فرانس برس رئيس تنفيذي ومجلسٌ يتألَّفُ من 15 عضوًا:
- ثمانية ممثلين عن الصحافة الفرنسية.
- ممثلان عن وكالة فرانس برس.
- ممثلان عن الإذاعة والتلفزيون المملوكين للحكومة.
- ثلاثة ممثلين عن الحكومة. أحدهما يسميه رئيس الوزراء، والآخر من قبل وزير المالية، والثالث من قبل وزير الخارجية.

هناك عددٌ من القوانين المنظمة لوكالة فرانس برس والموجودة أو المدرجَة في نظامها الأساسي:
- لا يجوز لوكالة فرانس برس تحت أي ظرفٍ من الظروف أن تأخذ في الحسبان التأثيرات أو الاعتبارات التي من شأنها التأثير على دقة أو موضوعية المعلومات التي تقدمها، كما لا يجوز تحت أي ظرفٍ من الظروف أن تخضع لسيطرة أي مجموعة إيديولوجية أو سياسية أو اقتصادية سواءً بحكم الأمر الواقع أو بحكم القانون.
- يجب على وكالة فرانس برس إلى الحد الأقصى الذي تسمح به مواردها تطوير وتعزيز تنظيمها لتزويد المستخدمين الفرنسيين والأجانب بمعلومات دقيقة ونزيهة وجديرة بالثقة على أساس منتظمٍ ودون انقطاع.
- يجب على وكالة فرانس برس إلى أقصى حد تسمح به مواردها ضمان وجود شبكة من المرافق تمنحها مكانة خدمة المعلومات العالمية.

يَنتخب مجلس الإدارة الرئيس التنفيذي لمدة ثلاث سنوات قابلة للتجديد. لدى وكالة فرانس برس أيضًا مجلسٌ مكلَّفٌ بضمانِ عمل الوكالة وفقًا لنظامها الأساسي الذي يفرض الاستقلال والحياد المطلقين. تُدير وكالة فرانس برس شبكة من كبار الصحفيين، فيما يُعتبر العميل الأساسي للوكالة هي الحكومة الفرنسية التي تشتري اشتراكات لخدماتها المختلفة وتُمثّل هذه الاشتراكات دعمًا غير مباشر لوكالة فرانس برس على اعتبار أنَّ قوانين الوكالة تحظرُ الإعانات الحكومية المباشرة.

### مكاتب الوكالة
يقع مقر وكالة فرانس برس الرئيسي في باريس ولديها 201 مكتبًا موزّعًا على 152 دولة كما لدى الوكالة 50 مراسلًا محليًا وخمسة مراكز إقليمية:
- واشنطن ( أمريكا الشمالية ).
- هونغ كونغ ( آسيا - المحيط الهادئ ).
- مونتفيدو ( أمريكا اللاتينية ).
- نيقوسيا ( الشرق الأوسط ).
- باريس ( أوروبا وأفريقيا ).[33][34]

توظف وكالة فرانس برس 2400 شخص من 100 جنسية مختلفة من بينهم 1700 صحفيّ، وتُوفّر الوكالة معلوماتها وأخبارها بستّ لغاتٍ هي (الفرنسية والإنجليزية والإسبانية والألمانية والبرتغالية والعربية) كما تبث على مدار اليوم.
وأطلقت في عام 2010 الصفحات الرسمية على الفيسبوك، باللغتين الفرنسية والإنجليزية.
في بداية القرن الحادي والعشرين، مثلت البلدان الأجنبية نصف المبيعات التجارية والاشتراكات في الوزارات والمحافظات والسفارات والوكالات والخدمات العامة بنسبة 40% من حجم المبيعات.

## الاستثمارات
استثمرت وكالة فرنس برس في عددٍ من الوكالات لعلَّ أبرزها:
- آي إف بي جي إم بي ها
هي شركة تابعة لوكالة فرنس برس في ألمانيا وتُنتج خدمات باللغة الألمانية للصحافة المحلية وعلى الإنترنت وللعملاء من باقي الشركات.[39]
- إس آي دي
تقدم إس آي دي (SID) وهي اختصارٌ للعبارة الألمانيّة Sport-Information-Dienst التي تعني خدمة المعلومات الرياضية. تُقدم هذه الخدمة معلومات رياضيّة باللغة الألمانية.[40]
- سيتيزنسايد
اشترت وكالة فرانس برس عام 2007 حصة 34% في سكوب لايف وهي وكالة صور وفيديو إخبارية للمواطنين على الإنترنت، وكانت سكوب لايف قد تأسَّست في فرنسا عام 2006 وأعيدت تسميتها إلى سيتيزنسايد بعد هذا الاستثمار ولكن سرعان ما باعت وكالة فرانس برس أسهمها من هذه الخدمة إلى خدمة نيو زولو (بالإنجليزية: NewZulu).[41]

## قطاع الفيديو
تعمل وكالة فرانس برس على تطوير قطاع الفيديو، بالإضافة إلى الفيديو الخاص بالأخبار الوطنية والدولية، فإنها توفر بث فيديو «مباشر» حول العالم مع افتتاح مكاتب مبيعات في باريس وهونغ كونغ وواشنطن  للتغطية على مدار اليوم. في عام 2019، تم إنشاء وحدة رقمية أيضًا لإنتاج تنسيقات الصور/ الفيديو للشبكات الاجتماعية.
توضيحًا لهذه الأولوية الممنوحة للصحافة المرئية، عينت وكالة فرانس برس لأول مرة الصحفي المصورسيلفان استيبال، مديرًا لمنطقة الشرق الأوسط وشمال إفريقيا، اختارت فرانس برس لإدارة مكاتبها في بانكوك ورانغون اثنين من صحفيي الفيديو السابقين، تم تعيين ستيفان دلفورمحررالفيديو السابق في فرنسا، مديرًا للمكتب في بانكوك وفي رانغون، وتولى ريتشارد سارجنت، محرر الفيديو السابق في آسيا، رئاسة المكتب.

## الجوائز
في عام 2012، فاز مصورو وكالة فرانس برس بثماني جوائز في مسابقة التصوير الصحفي لصورالعام الدولية (POYi): مسعود حسيني، لويزا غولياماكي، أنجيلوس تزورتزينيس، إرنستو بينافيدس، كلوديو سانتانا، بيدرو باردو، ليونيل بونافنتورا. وحصلت على أربع جوائز (POYi) في 2013.
في عام 2014، فاز مصور وكالة فرانس برس فيليب لوبيز بالجائزة الأولى في فئة الكوارث الطبيعية في مسابقة صور العام الدولية (POYi).

## القضايا
في عام 2011، تمت إدانة وكالة فرانس برس لاستخدامها الصور دون موافقة مؤلفها، المصور الهايتي دانييل موريل.
في أكتوبر 2017، أدينت وكالة فرانس برس بالتشهير ضد الجبهة الوطنية. في عام 2016، ألقت الوكالة باللوم على الجبهة الوطنية في ممارسات ضريبية غير شفافة أو احتيالية كجزء من فضيحة وثاثق بنما.
تم إدانة وكالة فرانس برس في عام 2017 بسبب «التمييز النقابي» ضد الكنفدرالية العامة للشغل CGT96.

## وصلات خارجية
- موقع وكالة فرانس برس باللغة العربية
- موقع وكالة فرانس برس